# Yamano Hall
 (novembre 2021).
Si vous disposez d'ouvrages ou d'articles de référence ou si vous connaissez des sites web de qualité traitant du thème abordé ici, merci de compléter l'article en donnant les références utiles à sa vérifiabilité et en les liant à la section « Notes et références ».

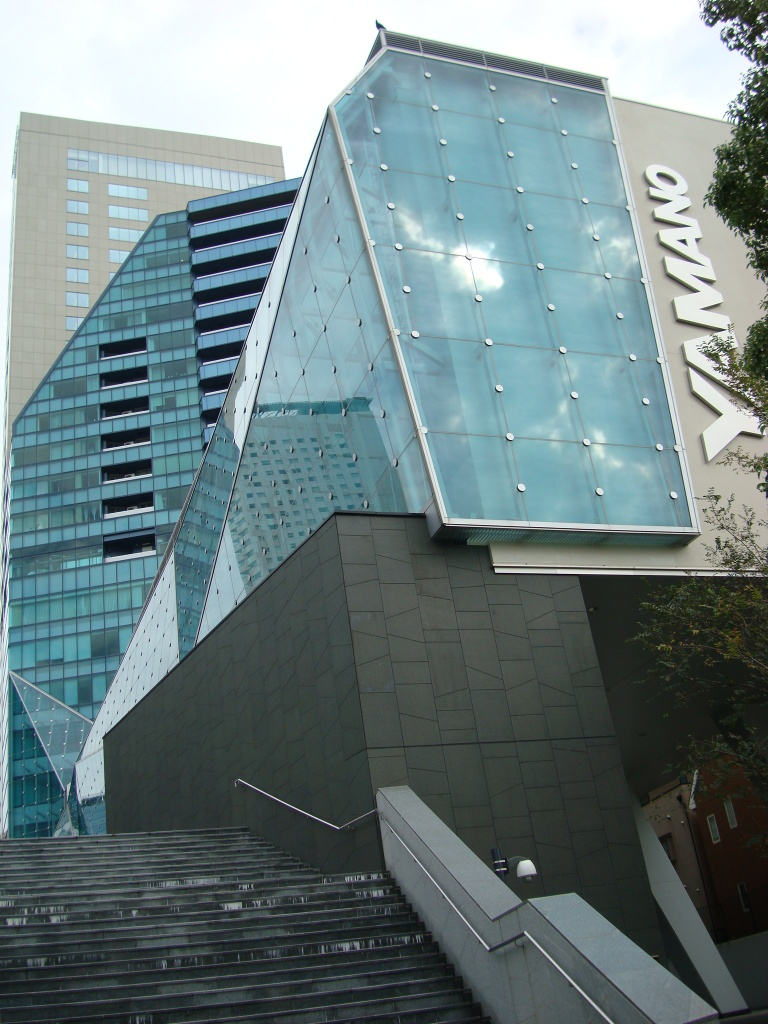
MY Tower (Yoyogi, Tokyo) achevée en 2007. Un nouveau Yamano Hall a été aménagé au 3e sous-sol.

Le Yamano Hall (山野ホール) est une salle de concert située à Yoyogi dans l'arrondissement de Shibuya à Tokyo. Il s'agit d'une salle de conférence de l'établissement Yamano Beauty College.

## Aperçu
La salle a été créée en 1956 en tant qu'auditorium du Yamano Beauty College. En raison de son bon emplacement et de ses installations pour l'époque, elle était utilisée non seulement par l'établissement, mais aussi comme lieu d'enregistrement public de programmes télévisés. Des matchs pour le titre japonais de boxe professionnelle y ont également eu lieu.
Dans cette salle ont été enregistrés Lotte Uta no Album (TBS), Utako・Keisuke no Omoroi Fūfu (Fuji TV), Kin-chan no Don to Yatte miyō !! (Fuji TV), Minami Shinsuke no Dekoboko Daigakkō (TV Tokyo), le début de Owarai Star Tanjō !! (Nippon TV), 8ji da yo! Zen'in Shūgō (TBS).
Après 1989, la salle n'est plus le lieu d'enregistrements publics de programmes télévisés pour des problématiques de coûts et de sécurité, mais elle est fréquemment utilisée pour des  séminaires, des concerts et représentations théâtrales.
Le bâtiment ferme le 24 avril 2004 pour des travaux de rénovation et rouvre sous le nom de MY Tower en mars 2007, au même moment que l'autre tour occupée par l'établissement, la M. Yamano Tower. L'actuel « Yamano Hall » ouvre ses portes au 3e sous-sol.
Un incendie se déclare dans la salle le 29 novembre 2009 ; l'événement du jour est annulé. À la suite de cet accident, la société Hearts Co., Ltd. sera remplacée par la société de gestion actuelle.
La finale du tournoi Miss Univers Japon 2019 s'y est tenue.

## Accès
- Adresse : Tōkyō-to Shibuya-ku Yoyogi 1-53-1
- Ligne Odakyū Odawara : Adjacente à la gare de Minami-Shinjuku
- Ligne Yamanote / Ligne Chūō / Sōbu / Ligne Toei Ōedo : à 2 minutes de marche de la gare de Yoyogi

## Sociétés gestionnaires
- Audio/vidéo : LiSMoR Co., Ltd.
- Éclairage : Tomai Total Service Co., Ltd.

## Équipements
La salle a une capacité maximale de 800 places, avec 276 sièges fixes et 524 amovibles. En plus de la scène principale, elle dispose d'une scène qu'il est possible d'élever si nécessaire.
La salle possède trois loges pour les artistes en coulisses, équipées d'écrans pour voir la scène et dont l'agencement est changeable selon les besoins.